# Conway Twitty
Conway Twitty, właśc. Harold Lloyd Jenkins (ur. 1 września 1933 w Friars Point, zm. 5 czerwca 1993 w Springfield) – amerykański piosenkarz i autor piosenek. Zaczynał karierę w latach 50. jako muzyk rockandrollowy. Od 1965 do 1993 był wykonawcą country.
Już drugi singel Twitty'ego, wydany w 1958 "It's Only Make Believe", trafił na szczyt amerykańskiej listy przebojów Billboard Hot 100. W 1959 do pierwszej dziesiątki trafiły także jego wykonania piosenek "Danny Boy" (10. pozycja) i "Lonely Blue Boy" (6. pozycja). Od tego czasu żaden z singli Twitty'ego nie znalazł się w pierwszej dwudziestce listy.
Jako piosenkarz country Conway Twitty zadebiutował w 1966. Początkowo jego twórczość wzbudzała niewielkie zainteresowanie wśród fanów gatunku. Passę tę Twitty przerwał w 1968 singlem "The Image of Me", który trafił na 5. pozycję amerykańskiej listy przebojów country magazynu "Billboard". Kolejny singel "Next in Line" trafił już na szczyt zestawienia. Od tej chwili aż do 1990 każdego roku piosenki Twitty'ego trafiały do pierwszej dziesiątki Hot Country, zaś od 1968 do 1977 każdy z wydanych przez niego singli (poza reedycjami) osiągał przynajmniej 4. miejsce na tej liście. Jeden z nich, autorski utwór "Hello Darlin'" z 1970, otrzymał w 1999 nagrodę Grammy Hall of Fame Award.
W 1970 Twitty nawiązał współpracę z piosenkarką Lorettą Lynn. Wydane przez duet w 1971 albumy We Only Make Believe oraz Lead Me On uzyskały status złotych płyt. Za piosenkę "After the Fire is Gone" Lynn i Twitty otrzymali nagrodę Grammy w kategorii Best Country Performance by a Duo or Group with Vocal. Duet zyskał także uznanie Country Music Association i Academy of Country Music, które kilkakrotnie przyznawały mu tytuł najlepszego duetu wokalnego (CMA w 1972, 1973, 1974 i 1975; ACM w 1971, 1974, 1975, 1976). Lynn i Twitty występowali i nagrywali wspólnie także w latach 80. i na początku 90.
Twitty pomyślnie kontynuował również karierę solową. W 1975 Academy of Country Music nagrodziła go w kategorii "Najlepszy wokalista". W 1986 liczba przebojów Twitty'ego, które znalazły się na 1. pozycji listy Hot Country Songs, sięgnęła rekordowego wyniku 40 piosenek. Osiągnięcie to pobił po 20 latach obecny rekordzista, George Strait.
Conway Twitty zmarł 5 czerwca 1993 w Springfield w Missouri po tym, jak poczuł się źle po koncercie w oddalonym o ok. 70 km Branson. Wykryto u niego tętniaka aorty brzusznej.

## Dyskografia
- Conway Twitty Sings (1959)
- Saturday Night with Conway Twitty (1959)
- Lonely Blue Boy (1960)
- The Rock & Roll Story (1961)
- The Conway Twitty Touch (1961)
- Portrait of a Fool (1962)
- R&B '63 (1963)
- Hit the Road! (1964)
- Conway Twitty Sings (1966)
- Look Into My Teardrops (1966)
- Country (1967)
- Here's Conway Twitty and His Lonely Blue Boys (1968)
- Next in Line (1968)
- Darling, You Know I Wouldn't Lie (1969)
- I Love You More Today (1969)
- You Can't Take the Country Out of Conway (1969)
- To See My Angel Cry / That's When She Started to Stop Loving You (1970)
- Hello Darlin' (1970)
- Fifteen Years Ago (1970)
- How Much More Can She Stand (1971)
- I Wonder What She'll Think About Me Leaving (1971)
- Conway Twitty Sings the Blues (1972)
- I Can't See Me Without You (1972)
- I Can't Stop Loving You / (Lost Her Love) On Our Last Date (1972)
- She Needs Someone to Hold Her (When She Cries) (1973)
- You've Never Been This Far Before / Baby's Gone (1973)
- Clinging to a Saving Hand / Steal Away (1973)
- Honky Tonk Angel (1974)
- I'm Not Through Loving You Yet (1974)
- Linda on My Mind (1975)
- The High Priest of Country Music (1975)
- This Time I've Hurt Her More Than She Loves Me (1975)
- Now and Then (1976)
- Play Guitar Play (1977)
- I've Already Loved You in My Mind (1977)
- Georgia Keeps Pulling on My Ring (1978)
- Conway (1978)
- Cross Winds (1979)
- Heart & Soul (1980)
- Rest Your Love on Me (1980)
- Mr. T (1981)
- Southern Comfort (1982)
- Conway's #1 Classics, Volume One (1982)
- Dream Maker (1982)
- Conway's #1 Classics, Volume Two (1982)
- Lost in the Feeling (1983)
- Merry Twismas (1983)
- By Heart (1984)
- Don't Call Him a Cowboy (1985)
- Chasin' Rainbows (1985)
- Fallin' for You for Years (1986)
- Borderline (1987)
- Still in Your Dreams (1988)
- House on Old Lonesome Road (1989)
- Crazy in Love (1990)
- Even Now (1991)
- Final Touches (1993)